# Wybory prezydenckie w Turcji w 2007 roku
Wybory prezydenckie w Turcji w 2007 roku miały dokonać się w dwóch turach - 27 kwietnia i 6 maja. Wyboru na 7-letnią kadencję dokonywało Wielkie Zgromadzenie Narodowe Turcji. Początkowo kandydatem rządzącej AKP był Recep Tayyip Erdoğan, jednak pod naciskiem armii nie zdecydował się kandydować. Zamiast niego do walki wyborczej stanął szef tureckiej dyplomacji - Abdullah Gül. Opozycja zbojkotowała jednak posiedzenie parlamentu i do osiągnięcia kworum zabrakło siedmiu głosów. Sąd Konstytucyjny nakazał powtórzenie pierwszej tury, co spotkało się ze sprzeciwem AKP, która dążyła do głosowania w drugiej turze, które oznaczałoby dla niej wygraną. W tej sytuacji Abdullah Gül wycofał się, a jego partia zmieniła konstytucję zarządzając wybory powszechne. Poprawkę zawetował jednak ówczesny prezydent Turcji - Ahmet Necdet Sezer. Zamierzał on ogłosić referendum w sprawie zmiany w ustawie zasadniczej.
Ostatecznie, 28 sierpnia - po czterech miesiącach kryzysu politycznego, turecki parlament dokonał wyboru Abdullaha Güla na urząd prezydenta.